# Гавловичі
Гавловичі (пол. Hawłowice) — село на Закерзонні в Польщі, у гміні Прухник Ярославського повіту Підкарпатського воєводства.
Населення — 489 осіб (2011).

## Географія
Село розташоване на відстані 3 кілометри на північний схід від центру гміни села Порохника, 15 кілометрів на південний захід від центру повіту міста Ярослава і 40 кілометрів на схід від центру воєводства — міста Ряшіва.

## Історія
За податковим реєстром 1515 р. в селах Гавловичі та Сторчани були 7 ланів (коло 175 га) оброблюваної землі, корчма і піп (отже, вже тоді в селі була церква).
За податковим реєстром 1589 р. у володінні Івана Пенянжика були 1 і 1/2 лана (коло 37 га) оброблюваної землі, 1 загородник без земельної ділянки і 3 коморники без тяглової худоби, а у володінні Станіслава Броньовського були 4 і 1/2 лана (коло 112 га) оброблюваної землі, корчма, 3 коморники з  тягловою худобою і 5 без тяглової худоби. До 1772 року Гавловичі входили до складу Перемишльської землі Руського воєводства Королівства Польського.
В 1772 році внаслідок першого поділу Польщі село відійшло до імперії Габсбургів і ввійшло до складу австрійської провінції Галичина.
Відповідно до «Географічного словника Королівства Польського» в 1880 р. Гавловичі знаходились у Ярославському повіті Королівства Галичини і Володимирії.
У міжвоєнний період село входило до ґміни Прухник Ярославського повіту Львівського воєводства. На 1.01.1939 в селі проживало 620 мешканців, з них 205 українців, 410 поляків і 5 євреїв. На той час унаслідок півтисячоліття латинізації та полонізації українці лівобережного Надсяння опинилися в меншості.
16 серпня 1945 року Москва підписала й опублікувала офіційно договір з Польщею про встановлення лінії Керзона українсько-польським кордоном. Українці не могли протистояти антиукраїнському терору після Другої світової війни. Частину добровільно-примусово виселили в СРСР (75 осіб — 16 родин). Решта українців попала в 1947 році під етнічну чистку під час проведення Операції «Вісла» і була депортована на понімецькі землі у західній та північній частині польської держави, що до 1945 належали Німеччині.
У 1975-1998 роках село належало до Перемишльського воєводства.

## Церква
Церква в селі вже була в 1515 р.
До виселення українців у селі була дерев’яна філіяльна греко-католицька церква Вознесіння Господа Нашого Ісуса Христа, збудована в 1683 році. Належала до парафії Порохник Порохницького деканату Перемишльської єпархії. Після депортації українців перетворена на костел.

## Демографія
Демографічна структура станом на 31 березня 2011 року:
|          | Загалом | Допрацездатний вік | Працездатний вік | Постпрацездатний вік |
| -------- | ------- | ------------------ | ---------------- | -------------------- |
| Чоловіки | 260     | 57                 | 180              | 23                   |
| Жінки    | 229     | 58                 | 108              | 63                   |
| Разом    | 489     | 115                | 288              | 86                   |